# Jean-François Clervoy
Jean-François Clervoy (* 19. listopadu 1958 Longeville-les-Metz, Francie) je astronaut Evropské kosmické agentury. Začínal jako vojenský pilot, roku 1985 se dostal mezi astronauty francouzské kosmické agentury CNES, do vesmíru vzlétl poprvé roku 1994, už jako astronaut ESA. Do roku 1999 absolvoval tři kosmické lety – mise STS-66, STS-84, STS-103 – všechny na palubě amerických raketoplánů Space Shuttle. Let STS-84 směřoval k ruské orbitální stanici Mir, STS-103 byla servisní mise k Hubbleovu vesmírnému dalekohledu. Mezi lety pracoval v Johnsonově vesmírném středisku NASA v Houstonu, od roku 2001 se vrátil do Francie a podílel se na vývoji kosmické nákladní lodi ATV.

## Život
Jean-François Clervoy se narodil 19. listopadu 1958 v západofrancouzské městě Longeville-les-Metz, dětství a mládí prožil v Toulouse. Roku 1976 dokončil bakalářské studium na Collège Militaire de Saint Cyr l' École. O tři roky později absolvoval Polytechnickou školu (École Polytechnique) v Paříži a roku 1985 Národní vysokou školu letectví a kosmonautiky (École Nationale Supérieure de l' Aéronautique et de l' Espace) v Toulouse. Roku 1987 získal kvalifikaci zkušebního letového inženýra na (École du Personnel Navigant d'Essais et de Reception) v Istres.
Roku 1984 se přihlásil do druhého náboru astronautů francouzské kosmické agentury CNES, uspěl a v září 1985 se stal jedním ze sedmi nových astronautů. V letech 1987–1992 vedl program parabolických letů (lety v beztíži) ve středisku v Bretigny-sur-Orge, zapojil se do přípravy pilotovaných letů na evropském raketoplánu Hermes.
Roku 1991 absolvoval stáž v ruském Středisku přípravy kosmonautů v Hvězdném městečku. Už roku 1990 se zúčastnil druhého náboru astronautů Evropské kosmické agentury (ESA), do oddílu ESA přešel 15. května 1992.
V srpnu 1992 odletěl do Johnsonova vesmírného střediska NASA v Houstonu, kde zahájil přípravu na let raketoplánem Space Shuttle. V září 1992 byl oficiálně jmenován jedním z letových specialistů mise STS-66. Do vesmíru odstartoval 3. listopadu 1994 v raketoplánu Atlantis. Let STS-66 trval 10 dní, 22 hodin a 34 minut. Úkolem astronautů bylo sledování atmosféry Země přístroji laboratoře ATLAS-3 a vypuštění a po osmi dnech opětné zachycení družice CRISTA-SPAS.
Podruhé se do vesmíru dostal jako letový specialista mise STS-84 raketoplánu Atlantis, která proběhla ve dnech 15. – 24. května 1997. Cílem letu bylo spojení s ruskou vesmírnou stanicí Mir a výměna amerického člena posádky Miru, doprava zásob na stanici a rovněž provádění experimentů v laboratoři Spacehab umístěné v nákladovém prostoru raketoplánu.
Ke třetímu letu odstartoval 20. prosince 1999 v raketoplánu Discovery. Cílem mise byla údržba Hubbleova vesmírného dalekohledu. Let trval 7 dní, 23 hodin a 12 minut.
Mezi lety Clervoy pracoval na různých pozicích v Johnsonově středisku v Houstonu. Roku 2001 se vrátil do Francie, kde se v následujících sedmi letech zapojil do vývoje kosmické nákladní lodi ATV ve středisku v Les Mureaux. Začátkem roku 2010 vedl Novespace, pobočku CNES, která v Bordeaux-Mérignac organizovala parabolické lety imitující stav beztíže.
Jean-François Clervoy je ženatý, má syna a dceru.